# 迪欧什卡尔
迪欧什卡尔，是匈牙利佐洛州所辖的一个村，总面积19.63平方公里，总人口489，人口密度24.9人/平方公里（2010年1月1日）。